# 艾菲·格蕾 (電影)
《艾菲·格蕾》（英語：Effie Gray）是一部由理查·萊克斯頓執導的英國劇情片，改編自英國維多利亞時代約翰·拉斯金夫婦的真實事件。艾瑪·湯普遜自編自演，達科塔·芬妮主演。2014年10月5日上映。

## 劇情概要
出生在蘇格蘭伯斯富裕商人家庭中的艾菲·格蕾（達科塔·芬妮 飾），在19歲時嫁給29歲的維多利亞時代知名藝術評論家約翰·拉斯金（格瑞·懷斯 飾）。婚後，艾菲陪同拉斯金前往威尼斯等地進行藝術相關研究。拉斯金因忙於工作，艾菲獨自一人在威尼斯旅遊、生活。
某日，一位丈夫資助的畫家約翰·艾佛雷特·米萊（湯姆·史特里吉 飾）來訪，米萊和艾菲在頻繁接觸下漸生情愫並墜入愛河。
艾菲和拉斯金婚後的第五年，艾菲以「無夫妻之實」為由，對拉斯金提出終止婚姻關係的訴訟。

## 主要角色
- 艾菲·格蕾：達科塔·芬妮 飾
- 伊斯特雷克夫人（英语：Elizabeth Eastlake）：艾瑪·湯普遜 飾
- 約翰·拉斯金：格瑞·懷斯（英语：Greg Wise） 飾
- 約翰·艾佛雷特·米萊：湯姆·史特里吉 飾
- 醫生：Robbie Coltrane 飾
- Margaret Cox Ruskin：茱麗葉·華特絲（英语：Julie Walters） 飾
- Viscountess：克勞蒂雅·卡汀娜 飾
- John James Ruskin：David Suchet 飾
- Travers Twiss：德雷克·雅可比 飾
- 洛克·伊斯雷特爵士（英语：Charles Lock Eastlake）：詹姆斯·福克斯 飾
- George：拉塞爾·托維 飾
- Rafael：里卡多·史卡馬西奧 飾

## 花絮
此片原片名為《Effie》，並發生了劇本訴訟事件。劇作家Gregory Murphy透過律師表示其所創作的《伯爵夫人》也與此真實事件相關，且該作品改編的戲劇已於1999年先後在百老匯和倫敦西區上演，因而對艾瑪·湯普遜的劇本提出訴訟，表示版權受侵害。而艾瑪·湯普遜的委任律師也前往紐約聯邦法院提出聲明，指出艾瑪·湯普遜的劇本並未侵犯Gregory Murphy的劇本版權。2012年12月，美國法院宣判艾瑪·湯普遜的劇本並無違反著作權，並可付諸拍攝、發行。因訴訟事宜，導致已完成的電影因而延後，上映日由最早敲定的2013年10月，推遲至一年後的2014年10月。

## 外部連結
- 互联网电影数据库（IMDb）上《Effie Gray》的资料（英文）
- 爛番茄上《Effie Gray》的資料（英文）
- TCM电影资料库上《Effie Gray》的资料（英文）